# Zombinatrix
Zombinatrix es una película estadounidense de comedia de terror protagonizada por Bianca Allaine y dirigida por Michael Kyne que se estrenará en 2019.

## Sinopsis
Mistress Tawny, una dominatrix amada, se levanta de la tumba para vengarse de su asesino.  

## Rodaje
El rodaje de Zombinatrix comenzará a finales de 2015 en: Washington D. C., Baltimore y Nueva York.

## Reparto
- Lenora Claire como Ruby.
- Bianca Allaine como Zombinatrix.
- Doug Sakmann como Judas.
- Johnny Daggers como Blades.
- Nadia White
- Mark Quinette como Lobo.
- Mike Hearse como el Director del funeral.